# Pere Tàpias
Joan Collell i Xirau (Vilanova i la Geltrú, 19 de maig de 1946 - Sant Pere de Ribes, 22 d'abril de 2017), més conegut pel nom artístic de Pere Tàpias, va ser un cantautor, gastrònom i locutor de ràdio català.
Estudià Dret a la Universitat de Barcelona, on entra en contacte amb gent de l'espectacle. Va debutar en el món de la cançó el 1968 amb un single de dues cançons: "La tia Maria" i "El progressista". Des del primer moment, el seu estil irònic i informal contrastava amb la seriositat d'altres cantants de la mateixa generació (la Nova Cançó). De fet, no va ser acceptat a Els Setze Jutges i el seu primer Long Play no va aparèixer fins al 1973: Per a servir-vos. El següent, Si fa sol, veuria la llum el 1975. La seva cançó més coneguda ("La moto") s'inclou en el disc 400 pendons (1979). L'any següent seria el torn de Passeig del Carme (nom d'un emblemàtic carrer vilanoví), que alguns consideren el seu treball més reeixit.
El 1987, amb La mar de bé, va deixar la música durant un llarg període i es concentra en altres activitats. D'una banda, la ràdio i la televisió (on presenta el programa Què vol veure? del circuit català de Televisió Espanyola); de l'altra, la seva tasca de gastrònom (escrivint llibres i promocionant el xató) i la seva feina d'advocat. Des de 1996 combina ràdio i cuina en el programa de Catalunya Ràdio Tàpias variades.
L'any 2001 va publicar un recopilatori titulat Les meves cançons i va fer algunes actuacions per tot Catalunya. Va exercir com a Defensor de la ciutadania de l'Ajuntament de Vilanova i la Geltrú.
El 22 d'abril de 2017 va morir a l'Hospital de Sant Pere de Ribes, a causa d'una malaltia hepàtica.

## Discografia
- 1973 Per a servir-vos
- 1975 Si fa sol
- 1979 400 pendons
- 1980 Passeig del Carme
- 1982 Xàndals i barretines
- 1987 La mar de bé
- 2000 Felicitats Nano!
- 2001 Les meves cançons
- 2006 Àlbum de terrissa Vol. 1 i Vol. 2

## Llibres publicats

### Llibres de cuina
- 1987 Mariners i terraires : apunts sobre la cuina de Vilanova i la Geltrú,Centre d'Estudis de la Biblioteca-Museu Víctor Balaguer
- 1991 Barques i fogons: Vilanova i Sitges, Edicions El Mèdol, ISBN 8486542413
- 1998 Plats de festa. Allipebres, xatons, romescos, Columna Edicions, ISBN 8483006413
- 2001 El plaer d'aprimar-se, Columna Edicions, ISBN 8466400834
- 2003 Cuines de Vilanova, Cossetània Edicions, ISBN 8496035263
- 2006 Taules i fogons, Cossetània Edicions, ISBN 8497910990
- 2014 Tapias variades : les receptes dels oients d'El Suplement de Catalunya Ràdio, Cossetània Edicions, ISBN  9788490342237

### Llibres de poesia
- 1998 I cap enllà naveguem, orfes de tot, amb un pa, unes sabates i un sac ple de mots, El Cep i la Nansa, ISBN 848596019X
- 2017 Poètiques variades, Comanegra, ISBN 9788493600624
- 2017 On es desborda el sol, El Cep i la Nansa, ISBN 9788417000110